# Nektarynka

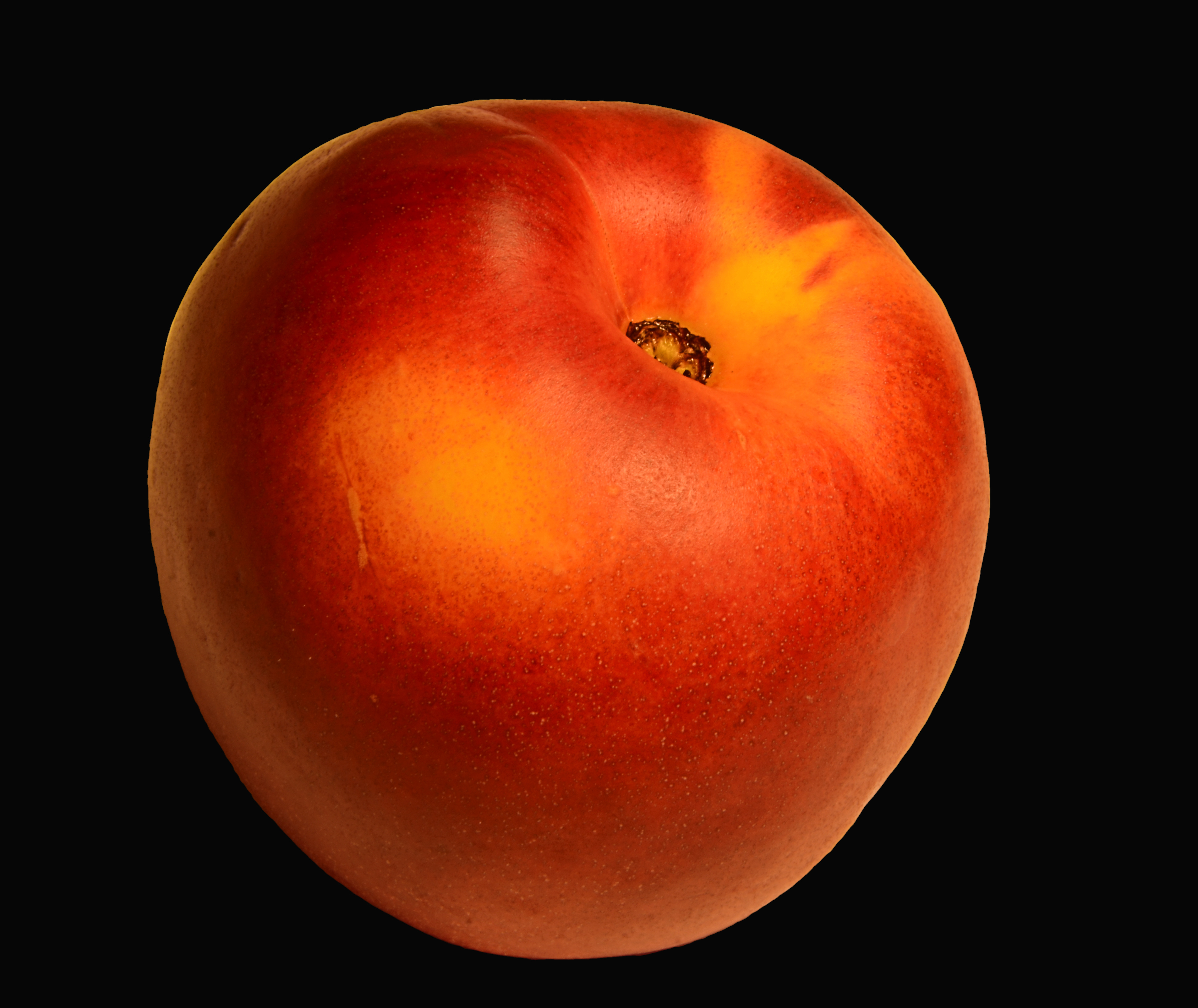
Nektarynka

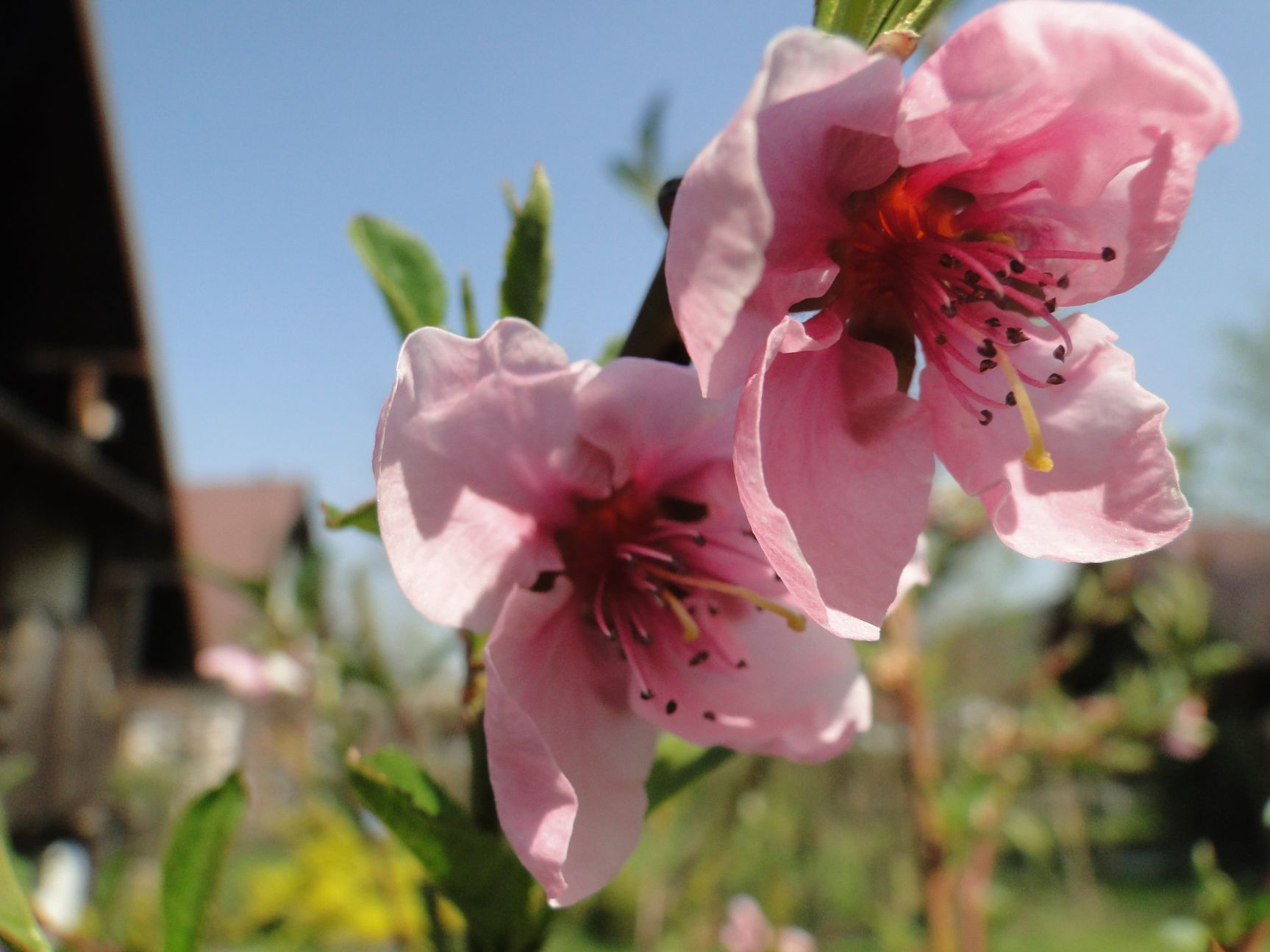
Kwiaty nektarynki

Nektarynka (Prunus persica var. nucipersica) – odmiana (a właściwie grupa odmian) brzoskwini zwyczajnej, którą od brzoskwini odróżnia przede wszystkim gładka (niewłochata) skórka owoców. Pochodzenie nektarynek przez długi czas było zagadką. Podejrzewano, że jest to mieszaniec brzoskwini i śliwy. Jednak badania genetyczne wykazały, że brak charakterystycznego omszenia to skutek ujawnienia się genu recesywnego, odpowiedzialnego za tę cechę rośliny.

## Morfologia
PokrójDrzewo o wysokości do 6 m, krótkowieczne, żyjące do 30 lat.
PieńKora ciemnobrunatnoszara, nieraz u dołu prawie czarna, podłużnie spękana.
LiścieLancetowate, faliście ząbkowane, błyszczące.
KwiatyRóżowe, pięciokrotne, o licznych słupkach i pręcikach. Kwitnie w kwietniu, przed pojawieniem się liści.
OwocePestkowiec o masie 100–200 g, żółtej skórce z czerwonym rumieńcem. Dojrzewa w zależności od odmiany od lipca do października. Od owoców brzoskwini różnią się tym, że mają gładką skórkę, bez omszenia.

## Zastosowanie
- Roślina uprawna. Największe obszary jej uprawy znajdują się we Francji, Włoszech, Hiszpanii, Grecji, Stanach Zjednoczonych, Chile oraz w Południowej Afryce. W Polsce jest uprawiana, jednak jej uprawa jest narażona na ryzyko ze względu na duże wymagania cieplne. Jej kwiaty są często niszczone przez przymrozki wiosenne.
- Sztuka kulinarna. Doskonały owoc jadalny, który stał się popularny dopiero na początku dwudziestego wieku. Ma aromatyczny i soczysty miąższ o żółtej lub pomarańczowej barwie, który jest bardziej zwarty niż u brzoskwini, przez co łatwo oddziela się od pestki. Najczęściej używana jest do bezpośredniego spożycia jako owoc deserowy, ale używana jest także jako dodatek do lodów, ciast. Robi się z niej także przetwory: dżemy, soki, kompoty, likiery, galaretki. Czasami poddaje się ją suszeniu.